# Filipe Matzembacher

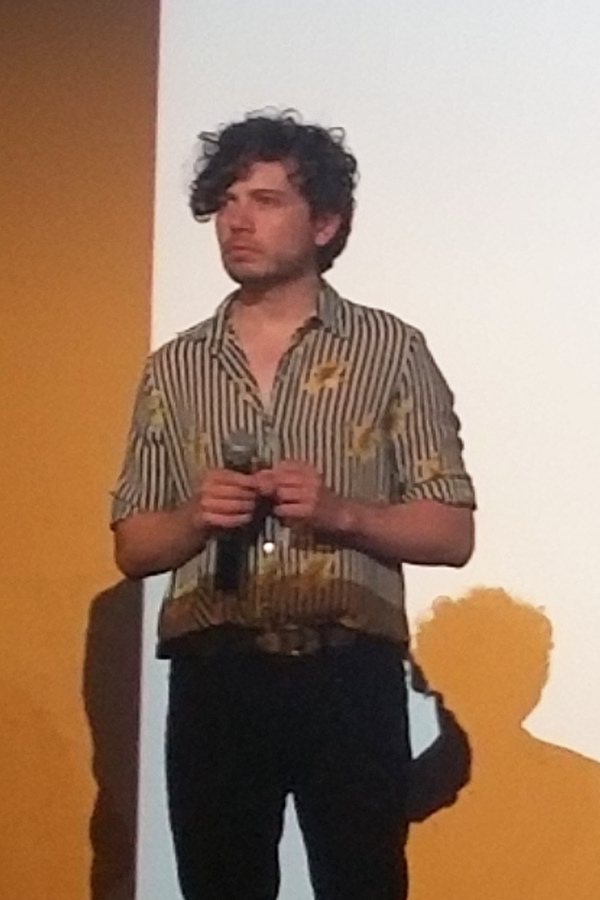
Filipe Matzembacher, 2018

Filipe Matzembacher  (* 20. Juni 1988 in Porto Alegre, Bundesstaat Rio Grande do Sul, Brasilien) ist ein brasilianischer Filmemacher. 

## Leben und Wirken
Filipe Matzembacher ist deutscher Abstammung. Er ist tätig als Regisseur, Drehbuchautor und Gelegenheitsschauspieler und startete seine Karriere mit einer Reihe von Kurzfilmen, der erste Spielfilm folgte 2015.
In seinem Werk spielt seine Heimatstadt Porto Alegre und die Welt queerer Menschen in Brasilien eine Hauptrolle. 
2018 erhielt er den Teddy Award in Berlin für den Film Hard Paint.

## Filmographie (Auswahl)
- 2015: Seashore (Beira-Mar)
- 2016: Das Nest (O Ninho, Miniserie)
- 2016: The Last day before Sansibar (Kurzfilm)
- 2018: Hard Paint (Tinta Bruta)